# Nyctimene cyclotis
Nyctimene cyclotis (Andersen, 1910) è un pipistrello appartenente alla famiglia degli Pteropodidi, endemico della Nuova Guinea e di alcune isole vicine.

## Descrizione

### Dimensioni
Pipistrello di medie dimensioni, con lunghezza dell'avambraccio tra 54,5 e 62,1 mm e una coda tra 22,5 e 25,6 mm.

### Aspetto
La pelliccia è lunga e lanosa. Le parti dorsali sono bruno-grigiastre chiare con la base dei peli scura e le punte marroni che donano un aspetto screziato e sono attraversate da una banda dorsale sottile, ondulata e nerastra, limitata alla parte posteriore della schiena. È presente un collare bruno-rossastro chiaro, mentre le parti ventrali sono simili al dorso eccetto la parte centrale dell'addome color crema. Il muso è corto, tozzo e largo, gli occhi sono grandi, con l'iride marrone. Le narici hanno la forma di due piccoli cilindri che si estendono ben oltre l'estremità del naso e sono spesso ricoperte di macchie gialle. Le orecchie sono insolitamente corte, larghe e rotonde, con i bordi ispessiti e giallognoli. Le membrane alari sono nerastre, cosparse di poche macchioline chiare ed attaccate posteriormente al secondo dito del piede. La coda è corta, mentre l'uropatagio è ridotto ad una sottile membrana lungo la parte interna degli arti inferiori.

## Biologia

### Alimentazione
Si nutre di frutta.

## Distribuzione e habitat
Questa specie è diffusa nella Nuova Guinea nord-occidentale. Gli esemplari catturati sulle isole di Numfor, Supiori, Waigeo e Mansuar, potrebbero appartenere ad una specie distinta strettamente imparentata con N. cyclotis.
Vive nelle foreste primarie e secondarie, nei giardini e nelle foreste collinari tra i 700 e 1.400 metri di altitudine. Probabilmente occupa anche le foreste umide di montagna. La specie proveniente dall'isola di Mansuar è stata catturata a 5 metri di altitudine.

## Conservazione
La IUCN Red List, considerato la dubbia validità come specie distinta, e quindi la sua reale diffusione, classifica N. cyclotis come specie con dati insufficienti (DD).